# اندی گری (بازیکن فوتبال، زاده ۱۹۵۵)
اندی گری (انگلیسی: Andy Gray؛ زادهٔ ۳۰ نوامبر ۱۹۵۵) بازیکن فوتبال بازنشسته در پست مهاجم اهل اسکاتلند است.

## باشگاهی
از باشگاه‌هایی که در آن بازی کرده‌است می‌توان به باشگاه فوتبال چلتنهام تاون، باشگاه فوتبال نوتس کانتی، باشگاه فوتبال داندی یونایتد، باشگاه فوتبال ولورهمپتون واندررز، باشگاه فوتبال رنجرز، باشگاه فوتبال استون ویلا، و باشگاه فوتبال وست برومویچ آلبیون، باشگاه فوتبال اورتون اشاره کرد.

## تیم ملی
وی در تیم ملی فوتبال اسکاتلند بازی کرده‌است.